# 大演洪氏民居
大演洪氏民居，位于中国福建省南安市蓬华镇大演村，清嘉庆至道光年间（1796—1850），由海外谋生的洪氏族人先后回乡建造。建筑多为二进或三进，五开间，带单边或双边护厝布局，悬山或硬山式屋顶，抬梁或穿斗式木构梁，燕尾形屋脊。宅第中以“瑞义堂”、“鳌腾堂”、“福林堂”最具特色，建筑规模大，内外装饰富丽堂皇。2009年11月16日公布为第七批福建省文物保护单位。